# Gran Turismo 5
Gran Turismo 5 (グランツーリスモ 5, Guran Tsūrisumo Faibu, abgekürzt als GT5) ist ein Rennspiel aus dem Jahr 2010, das von Polyphony Digital entwickelt und von Sony Computer Entertainment veröffentlicht wurde.
Es wurde am 24. November 2010 in Europa und Nordamerika und am 25. November 2010 in Japan und Australien für die PlayStation 3 veröffentlicht und ist der fünfte Teil der Gran-Turismo-Serie.
Der Vorgänger hieß „Gran Turismo 5 Prologue“ und erschien ebenfalls für die PS3.
Das Spiel unterstützt erstmals Online-Rennen mit Unterstützung für bis zu 16 Spieler. Es gibt ein dynamisches Schadensmodell mit unterschiedlichen Schäden je nach Fahrzeug.
Das Spiel bietet über 1000 Autos, 29 verschiedene Orte, 77 verschiedene Strecken und einen Streckengenerator. Außerdem sind erstmals in der Gran-Turismo-Serie dynamische Zeit- und Wettereffekte verfügbar.
Gran Turismo 5 wurde von der Kritik gut aufgenommen und war ein kommerzieller Erfolg. Es wurde zum zweitbestverkauften PlayStation-3-Spiel, zum meistverkauften PlayStation-3-Exklusivtitel und zum zweitbestverkauften Spiel der Serie mit fast 12 Millionen verkauften Exemplaren.
Das Spiel wurde mehrfach ausgezeichnet und einige der Spieler, die den GT-Academy-Wettbewerb gewannen, wurden zu professionellen Rennfahrern.